# LawBreakers
LawBreakers (anciennement Project BlueStreak) est un jeu vidéo Hero shooter à la première personne développé par Boss Key Productions et édité par Nexon, sorti en 2017 sur Windows et PlayStation 4.

## Accueil

### Critique
- Canard PC : 7/10[1]
- Jeuxvideo.com : 16/20[2]

### Ventes et activité
Le jeu connaît un démarrage difficile avec une faible fréquentation des serveurs,.
Le 11 juin 2018, Nexon annonce que Lawbreakers sera free-to-play sur Steam jusqu'à la fermeture définitive des serveurs, le 14 septembre 2018.